# Framhjulsdrift

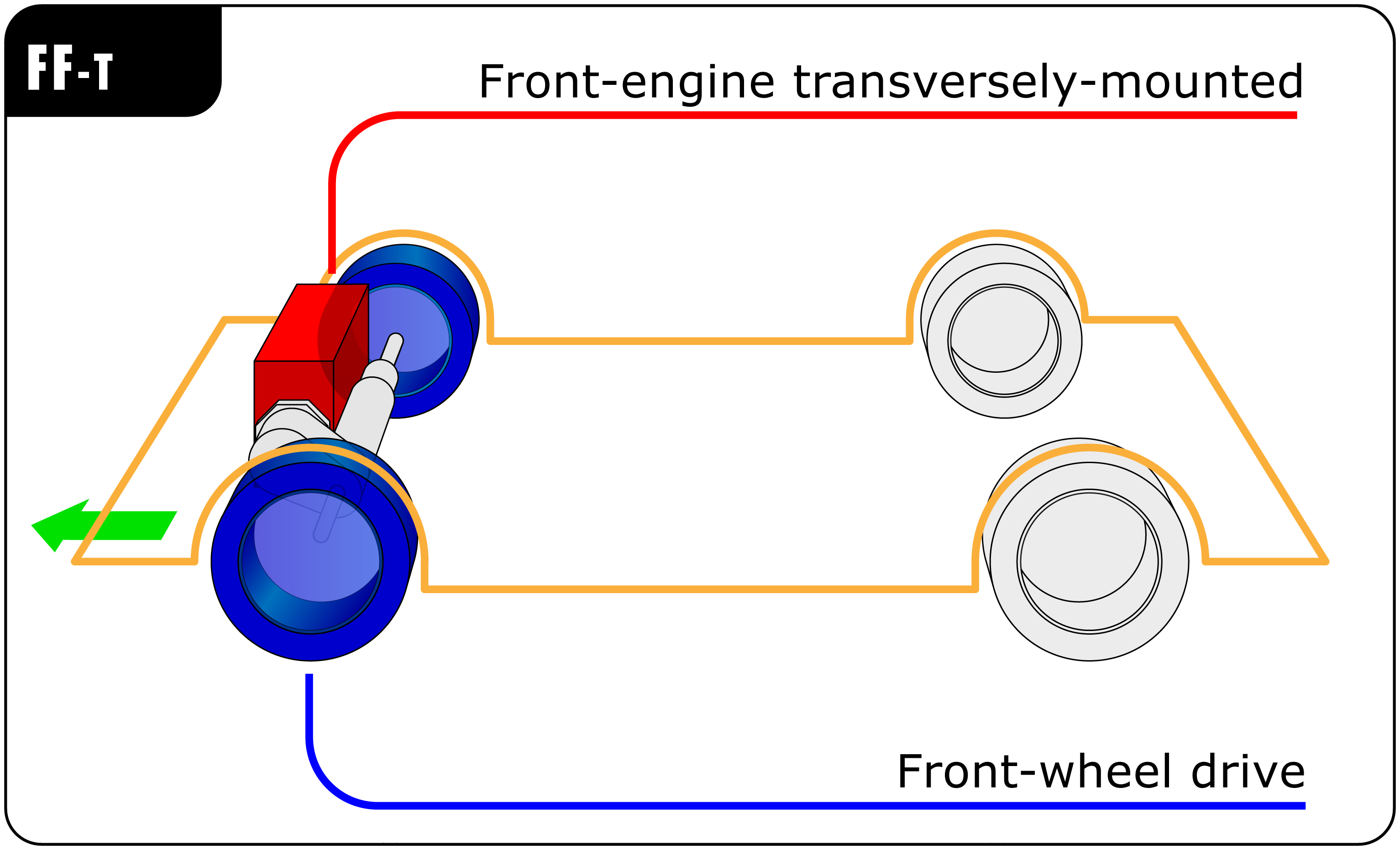
En skiss av en typiskt framhjulsdriven bil, här med tvärställd motor.

Framhjulsdrift är en teknik för framdrivning av framförallt personbilar där de främre hjulen är drivande.
Framhjulsdrivning ger följande fördelar. Understyrning kan erhållas i alla lägen och alla farter, alltså även vid bromsning och hjulspinn. Största vikten läggs på framhjulen som också är styrhjul och drivhjul. Bakhjulsupphängningen kan väljas fritt för att  uppnå bästa styrgeometri, viktbesparing, utrymmesbesparing, fjädring och dämpning. Med goda konstruktioner även i övrigt blir resultatet en bil med låg vikt, god ekonomi och stor säkerhet.
Motorn på framhjulsdrivna fordon är placerad antingen fram (framför eller ovanpå framaxeln) eller mellan hjulaxlarna strax bakom framaxeln, tvärställd eller längsmonterad. Fördelarna med denna lösning jämfört med bakhjulsdrift är en mer kompakt installation i bilar med motorn monterad fram, eftersom det inte behövs någon kardanaxel för kraftöverföring till bakhjulen, ökad kursstabilitet, eftersom framdrivningen blir dragande istället för skjutande, samt i många fall bättre framkomlighet tack vare mer tyngd över drivhjulen. Nackdelarna är att konstruktionen blir svårare att underhålla. Accelerationsegenskaperna vid kraftig acceleration med stor viktförflyttning bakåt gör framhjulsdriften mindre lämpad för motorstarka bilar.
Eftersom de främre hjulen också är styrande behövs det drivknutar och spindelleder för drivaxlarna. Denna konstruktion är i grunden mer avancerad än bakhjulsdrift, där drivhjulen kan monteras på en stel, fjädrad axel. Framhjulsdriftens avancerade konstruktion kräver mer underhåll och är mer känslig, både för ålderspåverkan och yttre skador, än de stela axlar som i allmänhet används vid bakhjulsdrift.

## Olika konfigurationer

### Tvärställd motor
Den första massproducerade bilen som hade motorn placerad på tvären mellan framhjulen var Mini. (Några enstaka bilmodeller med mycket små motorer hade i och för sig haft det tidigare, t.ex. Saab 92, Citroën 2CV.) Placeringen av motorn gjorde att motorutrymmet kunde göras kortare och därmed fick bilen goda innerutrymmen i förhållande till yttermåtten. En annan fördel med tvärställd motor är att kraften levereras i samma riktning som hjulen roterar (ingen vinkelväxel behövs).  
Nackdelen med denna motorplacering är att motorrummet blir trångt och det är svårt att komma åt detaljer som behöver servas. Den nackdelen blir lite mindre påtaglig för något större bilmodeller, där man kostar på sig mer utrymme och även vill ha möjlighet att montera större motorer. En annan nackdel är att radmotorer med fler än 4 cylindrar är svåra att få plats med (Volvo har dock lyckats med både fem- och sexcylindriga radmotorer i tidigare modeller).  
Vissa bilar med tvärställd motor har växellådan hopbyggd med oljetråget, men det vanligaste numera är att den sitter bredvid motorn (vilket förenklar om man vill ha olika typer av växellådor att välja mellan). Nackdelen med den placeringen är att drivaxlarna oftast blir olika långa.
Tvärställda motorer har blivit den vanligaste placeringen, numera även på större familjebilar. Även fyrhjulsdrivna bilar har ofta tvärställd motor. En vinkelväxel används då för att överföra kraft till en kardanaxel som driver bakhjulen.

### Längsplacerad motor framför framhjulen
Tidiga konstruktioner av framhjulsdrivna bilar hade ofta motorn långt fram och åtminstone delvis framför framhjulen. Växellådan sitter då bakom motorn. Konstruktionen är väl lämpad för större bilar med kraftigare motorer och kan också lätt anpassas för fyrhjulsdrift. Nackdelarna är att motorutrymmet måste göras längre (som på en bakhjulsdriven bil) och att vikten ofta blir högre på framhjulen, vilket ger understyrning. Motorns placering gör den också känsligare för skador vid kollisioner. 
Längsplacerad motor i kombination med framhjulsdrift används exempelvis av Audi i modellerna A4 och A6, som även finns som fyrhjulsdrivna. Subaru använder en liknande konstruktion, men har fyrhjulsdrift som standard och en boxermotor som tar mindre plats på längden.

### Längsplacerad motor bakom framhjulen
Denna konstruktion påminner om den föregående, men med motorn placerad bakom hjulen och växellådan framför. Citroën, Renault och Saab har tidigare använt denna placering av motorn.  Fördelen är en bättre viktfördelning och att koppling och växellåda är lätt åtkomliga. Nackdelarna är krångligare växelmekanism och att motorns drivremmar är svåra att komma åt.